# 奥拉帕利
奥拉帕利（INN：Olaparib），商品名：Lynparza，是抑制多ADP核糖聚合酶（PARP，一种参与DNA修复的酶）的藥物。它对具有遗传性BRCA1或BRCA2突变的人的癌症起作用，包括某些卵巢癌，乳腺癌和前列腺癌。
2014年12月，奥拉帕利被欧洲药品管理局（EMA）和美国的食品药品管理局（FDA）核准作為癌症的單一藥物治療。FDA的核准是针对已经接受了三種或以上的化疗方案的遺傳性BRCA突变（gBRCAm）晚期卵巢癌病人使用。2018年1月，奥拉帕利成为FDA批准用于gBRCAm转移性乳癌的首个PARP抑制剂。奥拉帕利由英国生技公司KuDOS Pharmaceuticals（由英国剑桥大学的Stephen Jackson创立）開發。2006年KuDOS被阿斯利康（AstraZeneca）收购，之後由阿斯利康和默克公司（Merck＆Co.）进行临床試驗。

## 作用機轉
奥拉帕利可抑制多聚ADP核糖聚合酶（PARP），被称为PARP抑制剂。雖然BRCA1/2突变在遗传上可能导致某些癌症，并且对其他的癌症治疗方式可能有抵抗力，但这些癌细胞也較為依赖多ADP核醣聚合酶（PARP）来修复其DNA使其继续分裂。奥拉帕利可以抑制多ADP核醣聚合酶，可能可以治療此類癌症。

## 核准與適應症
2014年12月，FDA和EMA批准了奥拉帕利作为癌症的單一藥物治療。FDA的批准是罹患遺傳性的BRCA突變之晚期卵巢癌，且已經接受過三種或以上的化學治療配方的病人。EMA的公布报告引用了相同的第二期试验数据，同时提到了“高级别浆液性卵巢癌”，以及其使用「在使用白金類化學治療疗程后不超过8周，当肿瘤发生尺寸缩小或完全消失」時。  
乳癌：olaparib被核准用於已經接過術前輔助性、輔助性化學治療，或是因轉移而接受化學治療的gBRCAm HER2阴性转移性乳癌患者。如果病人的乳癌為賀爾蒙受體陽性，如狀況允許，則應接受賀爾蒙治療。该核准乃根據OlympiAD随机第三期臨床試驗，其显示与常规化疗相比，接受奥拉帕利治疗的患者的病情穩定期較佳。
2018年1月，奥拉帕利在美国被核准用于具有特定的遗传（種系）基因突变之已转移乳癌病人。因此奥拉帕利程為核准用於治療乳癌的第一種 PARP抑制剂，也是第一種用於治療“BRCA”基因突变之轉移乳癌病人的藥物。應根据FDA核准的基因測試（BRACAnalysis CDx），決定病人是否應使用奥拉帕利治療。  
2018年12月，奥拉帕利在美国核准用於針對具有生殖細胞或體細胞之有害（或疑似有害）BRCA突變（gBRCAm或sBRCAm）的晚期上皮性卵巢癌、输卵管癌或原发性腹膜癌，接受過以白金類藥物為主的第一線化學治療而有完全或部分反應的成年病人，作為維持治療。应根据FDA核准的诊断方法，选择病人進行治療。該核准乃基于SOLO-1（NCT01844986），一项随机，双盲，安慰剂对照的多中心臨床试验，比较了奥拉帕利和安慰剂對於BRCA突变之晚期卵巢、输卵管癌、原發性腹膜癌患者，在接受過第一線白金類化学治療后的療效。患者被随机（2：1）分配到口服奥拉帕利 300 mg每天两次（n = 260）或安慰剂（n = 131）。  
2019年12月，根据FDA批准的测试，奥拉帕利已获批准用于维持具有有害或疑似有害之種系BRCA突变（gBRCAm）的转移性胰腺癌的成人的治疗；前提是病人經FDA批准的檢驗發現有該突變，且在接受第一線白金類化學藥物治療時至少在16周内没有惡化。FDA也核准BRACAnalysis CDx测试（Myriad Genetic Laboratories，Inc.）作为配合的診斷工具，以基于BRCA1或BRCA2基因中是否有有害或可疑有害之种系突变，选择使用奥拉帕利治疗的胰腺癌患者。在比較療效的POLO（NCT02184195）試驗，一項双盲，安慰剂对照，多中心的臨床试验中，将154位罹患gBRCAm转移性胰癌患者，随机（3：2）分配於口服奥拉帕利 300 mg每天口服，或安慰剂治疗，直至疾病进展或發生無法容忍的副作用。  

## 副作用
副作用包括胃肠道反应，例如恶心，呕吐和食欲不振；疲劳;肌肉和关节疼痛；血球计数低，如贫血，偶有白血病。在临床试验中有时会出现嗜睡现象，不過發生時的使用剂量高于經核准而於仿單建議的治療。